# 깟띠엔 국립공원
깟띠엔 국립공원(Cát Tiên National Park, 베트남어: Vườn quốc gia Cát Tiên / 𡑰國家吉仙)은 베트남 호찌민에서 북쪽으로 약 150km 떨어진 베트남의 남쪽에 위치한 국립공원이다. 면적은 약 720km2이고 베트남에 남아 있는 저지대 열대림 중 가장 큰 지역 중 하나를 보호한다.

## 역사
이 주변 지역, 특히 1960년대 동부 남깟띠엔은 ‘무인 지역’으로 묘사되었던 현재의 깟록은 원래에 의해 마족이 점유하고 있었다. 국립 공원이 조성된 후, 이들 중 많은 사람들이 딸라이 마을, 남깟띠엔의 남서쪽에 다시 정착했다.
깟띠엔 국립공원은 1978년 처음으로 남깟띠엔(Nam Cat Tien)과 서깟띠엔(Tay Cat Tien)의 두 부문으로 보호되었다. 또 다른 부문인 깟록(Cat Loc)은 1992년에 베트남 자바 코뿔소 개체군이 발견된 후 코뿔소 보호 구역으로 공표되었다. 1998년에 3개의 지역이 합쳐져 하나의 공원으로 형성되었다. 남깟띠엔은 빈끄우현 빈끄어 자연보호 구역과 인접해 있어 종의 번식 지역을 제공한다. 숲은 이제 밀림, 화재 통제와 기타 문제를 관리할 책임이 있는 끼엠럼(베트남 삼림 관리인)에 의해 보호받고 있다.
공원 지역의 일부는 역사적으로 베트남 전쟁 동안 제초제가 살포되면서 어려움을 겪었다. 또한 1990년대까지 무분별한 벌목으로 인해 상당한 추가 피해가 발생했다. 오늘날까지 이 지역에는 넓게 뻗어 있는 대나무와 초원이 있으며 나무는 아직까지도 성장이 지체되고 있다.

## 고고학 유적지
깟띠엔 고고학 유적(후자에 직면, 깟록데이와 남깟띠엔 사이)은 바로 동나이강 북안에 공원 경계 바깥에 위치해 있다. 1994년과 2003년 사이에 발굴된 것으로, 이전에는 알려지지 않은 힌두 문명에 속하는 사원군이 있었는데, 아마도 4세기에서 9세기 사이 (아마도 후반)에 살았던 것으로 추정된다. 현재 달랏 박물관에는 수많은 금, 청동, 세라믹, 유색 석재 및 유리 공예품이 전시되어 있다.

## 서식지와 식물
깟띠엔 국립공원(CTNP)은 계절별 열대림, 초원 및 강기슭 지역으로 구성되어 있으며, 공원 당국은 다음과 같이 5가지 주요 서식지 유형으로 식별한다.
1. 1차 상록수 숲 : 이 지역은 남깟띠엔 지역의 약 2%를 차지한다. 매우 다양할 수 있지만 두 과(科)의 나무가 우세하다. (다른 과와 종의 경우 아래 참조)
2. 1차 및 2차 혼합 또는 낙엽 숲 (건기) : 토양이 잘 배수되는 경우 다음 나무가 일반적이다.
3. 풍부한 대나무종이 있는 2차 숲 : 인간의 활동으로 인해, 숲에 의해 저하된 벌목, 산불과의 전쟁 - 시간의 일부 지역에서 고엽제 숲 캐노피의 원인으로 대나무로 대체되었다.
4. 대나무 숲 (공원 면적의 약 40%)은 또한 산림 농업을 위해 숲이 개간된 지역을 포함하여 인간 활동에 의해 영향을 받았을 수 있다.
5. 계절에 따라 범람하는 목초지 : CTNP는 상당한 면적 (대략 10%)의 목초지 (사용하지 않은 농지 포함)와 습지를 가지고 있다.